# Euclid (Weltraumteleskop)
Euclid – benannt nach dem antiken Mathematiker Euklid von Alexandria – ist ein Weltraumteleskop der ESA zur genauen Vermessung der Expansion des Universums, das im Rahmen des Programms Cosmic Vision 2015–2025 entwickelt wurde. Dazu messen zwei Instrumente sichtbares Licht und Infrarotstrahlung im Wellenlängenbereich von 550 bis 2000 nm. Die gewonnenen Daten sollen Erkenntnisse zur vermuteten Dunklen Energie und Dunklen Materie liefern.
Das Weltraumteleskop wurde am 1. Juli 2023 von dem Raumfahrtdienstleister SpaceX mit einer Falcon-9-Rakete gestartet und erreichte am 28. Juli 2023 seinen Zielort, den zweiten Lagrange-Punkt (kurz L2) im Erde-Sonne-System. Die ersten Bilder des Teleskops wurden am 31. Juli 2023 veröffentlicht. Es soll mindestens sechs Jahre lang den Weltraum erkunden und mehr als ein Drittel des gesamten Himmels durchmustern.

## Missionsziele
Die Mission untersucht den Zusammenhang zwischen Rotverschiebung und der Entwicklung der kosmischen Strukturen, beispielsweise von Galaxien und Galaxienhaufen. Erfasst werden die Formen von Galaxien und Galaxienhaufen bis zu einer Rotverschiebung von ungefähr 2. Damit reicht der Blick ungefähr 10 Milliarden Jahre zurück und deckt damit den Zeitraum ab, in dem sich die Entwicklung des Universums vor allem durch den Einfluss von Dunkler Materie erklären lässt. Aus den Daten soll die bisher größte und genaueste 3D-Karte des Universums entstehen, mit Milliarden Sternen und Galaxien und einem sehr großen Vorrat an Daten, die von der Forschung über viele Jahre hin ausgewertet werden.
Euclid soll helfen, die folgenden Fragen zu beantworten:
- Wie verteilt sich Dunkle Materie im Universum?
- Wie vollzog sich die Ausdehnung des Universums?
- Was sagt uns das über mögliche Eigenschaften Dunkler Energie?
- Lassen sich die Beobachtungen durch einen mit der Zeit sich ändernden Anteil an Dunkler Energie erklären?
- Wie formen sich die großräumigen Strukturen im Universum?

Für die Beantwortung dieser Fragen nutzt Euclid hauptsächlich zwei Mittel:
- Schwache Gravitationslinsen: Sie sind ein Mittel, um die Verteilung von Dunkler Materie erfassen zu können, indem die Verzerrungen von Galaxien durch ungleich verteilte Massen entlang der Sichtlinien untersucht werden.
- Baryonische Akustische Oszillationen: Dies sind Wellen, die in großen Galaxienhaufen erkannt werden können. Aus diesen Wellenmustern kann ein Maßstab für die Ausdehnung des Universums und für die mutmaßliche Beschleunigung durch Dunkle Energie abgeleitet werden.

## Ablauf

### Bauvergabe und Bau
Die Verträge mit den beteiligten Instituten, die die beiden wissenschaftlichen Instrumente bauen sollten, wurden am 20. Juni 2012 unterschrieben. Am 24. Januar 2013 wurde bekannt gegeben, dass die NASA Sensoren für das Infrarotinstrument von Euclid liefern wird. US-Wissenschaftler sind damit an Euclid beteiligt.
Der Bau des Raumflugkörpers wurde im Juni 2012 ausgeschrieben. In Astriums Entwurf für Euclid bestehen die beiden ersten der drei Teleskopspiegel aus Siliciumcarbid. Im alternativen Entwurf von Thales Alenia Space sollten diese Teleskopspiegel aus Glaskeramik bestehen, die von einer Stützstruktur aus Siliciumnitrid stabilisiert wird.
Astrium in Toulouse gewann am 11. Juni 2013 den Auftrag für das Nutzlastmodul von Euclid mit Teleskopspiegeln aus Siliciumcarbid. Thales Alenia Space (TAS) hingegen wurde am 27. Juni 2013 als Hauptauftragnehmer für Euclid ausgewählt. TAS baute demnach die Versorgungseinheit. In diese wurde dann das Nutzlastmodul von Astrium eingebaut.
Im Juli 2020 waren die Arbeiten und Tests an den beiden Instrumenten abgeschlossen.

### Start

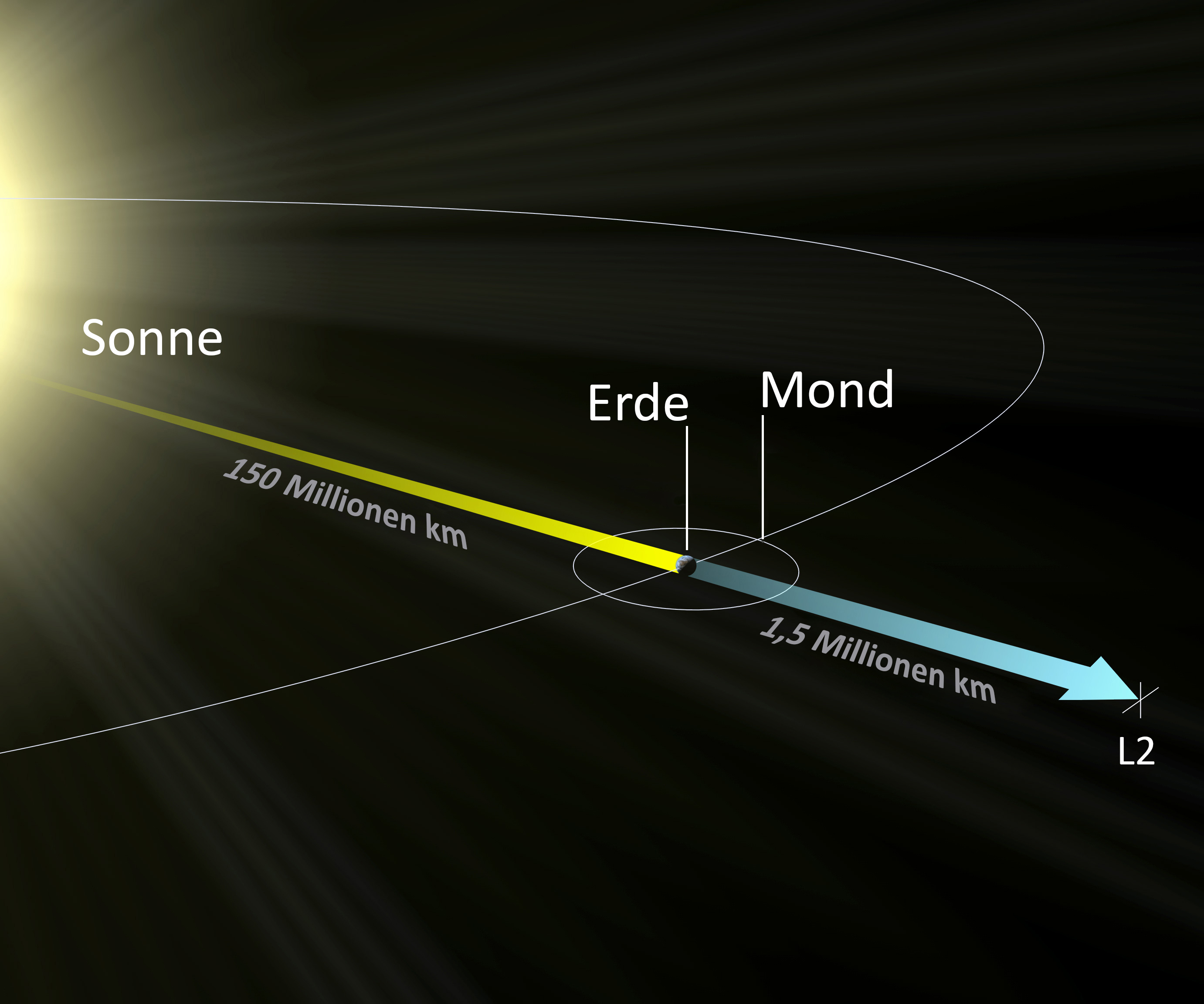

Das Weltraumteleskop sollte nach ursprünglicher Planung mit einer Sojus-Rakete vom europäischen Weltraumbahnhof in Kourou starten. Aufgrund des Russischen Überfalls auf die Ukraine und der darauf folgenden Embargos wurden im März 2022 die geplanten Starts mit der Sojus-Rakete aufgekündigt. Stattdessen startete Euclid mit einer Falcon-9-Rakete des privaten Raumfahrtdienstleisters SpaceX. Dafür wurde das Teleskop von Cannes nach Savona und von dort am 15. April 2023 per Schiff zum Kennedy Space Center in Florida transportiert.
Die Falcon 9 startete am 1. Juli 2023 um 17:12 MESZ. Der Start verlief gut. Am 2. Juli wurde eine kleine Korrektur der Flugbahn vorgenommen und die Geschwindigkeit um 2,14 m/s geändert.

### Missionsverlauf

Euclids Orbit um die Erde
Euclids Orbit um die Sonne in einem mit der Erde rotierenden Bezugssystem
Euclids Orbit um die Sonne in einem mit der Erde rotierenden Bezugssystem, von der Sonne aus gesehen

Als Zielort für Euclid wurde wie bei einigen modernen Weltraumteleskopen eine Umlaufbahn um den Lagrange-Punkt L2 des Sonne-Erde-Systems gewählt, da die störende Strahlung von Sonne, Erde und Mond dort aus der gleichen Richtung auf das Teleskop trifft und somit bestmöglich abgeschirmt werden kann. Bei allen solar betriebenen Satelliten wie Euclid ist zudem erforderlich, dass der Orbit um L2 dauerhaft außerhalb des Erdschattens liegt.
Während der Reise zu L2 wurde zunächst das Raumfahrzeug auf korrekte Funktion getestet, dann begann die Kommissionierungsphase. Vom 4. bis 8. Juli 2023 wurde der Hauptspiegel in Richtung Sonne gedreht. Hierdurch wurde der Spiegel erhitzt, und eventuell verbleibende Eisablagerungen auf dem Spiegel konnten so verdampfen. Die beiden Instrumente wurden für den Einsatz vorbereitet. Am 9. Juli wurde die Hochgewinnantenne ausgefahren, anschließend wurde vom 11. bis 12. Juli die Elektronik der Nutzlasten einschließlich der redundanten Systeme getestet.

Euclid-Aufnahme des Perseushaufens (74-Megapixel-Ausschnitt aus einem 609-MP-Foto)

Schließlich wurde das Feinausrichtungssystem getestet. Das erste Licht der Instrumente war zwischen dem 15. und 18. Juli 2023. Die ersten, noch unfokussierten Bilder zeigten, dass alle Instrumente voll funktionsfähig waren und die erwarteten Qualitäten aufweisen. Das VIS-Instrument zeigte jedoch bei einer bestimmten Ausrichtung zur Sonne ein unerwartetes Muster. Vermutet wurde zuerst, dass dieses vor allem durch Streulicht verursacht wird, das unter bestimmten Umständen auf den Feinausrichtungssensor fällt. Der Sensor konnte die Leitsterne nicht finden. Dann stellte sich heraus, dass bei hoher Sonnenaktivität, wie es zur Zeit der Kommissionierung der Fall war, Protonen aus dem Sonnenwind beim Einschlag auf dem Detektor des Feinausrichtungssystems als Sterne interpretiert werden. Außerdem verursachte Röntgenstrahlung von der Sonne weitere Störungen. Um diese Störungen zu verringern, wurde im September eine neue Software für eine veränderte Beobachtungsfolge installiert. Der Sensor ist dabei dauerhaft in eine Richtung weg vom Sonnenwind ausgerichtet. Durch die geänderte Ausrichtung kann Euclid nicht den ursprünglichen Beobachtungsplan verfolgen, und der Betrieb ist weniger effizient als anfangs geplant. Die Missionsziele sollen aber weiterhin erreichbar sein.
Die Instrumente wurden fokussiert und das Raumfahrzeug erreichte am 28. Juli 2023 die Umlaufbahn um L2. Am 14. Februar 2024 begann der reguläre Betrieb mit der Himmelsdurchmusterung.
Die nominale Missionsdauer beträgt sechs Jahre, plus ca. sechs Monate für die Kommissionierung und Kalibrierung, eine Verlängerung um weitere fünf Jahre ist möglich.

## Wissenschaftliche Auswertung
Die Daten von Euclid werden vom internationalen Euclid-Konsortium ausgewertet. Gegen Ende 2023 waren ungefähr 2600 Teilnehmer am Euclid-Konsortium registriert, davon ca. 1000 Astrophysiker, Kosmologen, theoretische Physiker und Teilchenphysiker, die in rund 200 Instituten und Laboratorien arbeiten, mit dem Zweck der Auswertung der Missionsdaten und zur Überprüfung der Erkenntnisse mit erdgebundenen Teleskopen und in Laboratorien aller Art. Die Prozesse sollen in ähnlicher Weise laufen wie DPAC, das Daten der Gaia-Mission auswertet. Euclid befasst sich jedoch mehr mit Galaxien und Gravitationslinsen als mit einzelnen Sternen. Die Sterne der Milchstraße insgesamt sind bei der Auswertung eher hinderlich und die beobachteten Himmelsbereiche umgehen die Regionen der Milchstraße mit hoher Sternendichte und die Regionen mit Zodiakallicht.
Die Zentrale des Konsortiums befindet sich am Institut d’Astrophysique de Paris. Mitarbeiter und Wissenschaftler können sich zudem über nationale Büros registrieren. Solche Büros gibt es in Österreich, Belgien, Kanada, Dänemark, Finnland, Frankreich, Deutschland, Italien, Japan, den Niederlanden, Norwegen, Portugal, Spanien, Rumänien, der Schweiz, dem Vereinigten Königreich und den USA.

## Citizen-Science-Projekt „Euclid Galaxy Zoo“
Am 1. August 2024 starteten ESA und das Euclid Consortium das Citizen-Science-Projekt „Euclid Galaxy Zoo“ auf der Zooniverse Plattform. Freiwillige können dort Bilder nach der Form der abgebildeten Galaxien klassifizieren. Mit den Ergebnissen wird auch ein KI-Algorithmus namens ZooBot trainiert, der später bei der Auswertung der täglich erwarteten rund 100 GB Daten helfen soll.

## Veröffentlichungen
Die ersten Fotos wurden am 31. Juli 2023 veröffentlicht, erste hochaufgelöste Bilder am 7. November desselben Jahres. Am 23. März 2025 veröffentlichte die ESA zum zweiten Mal von Euclid geschossene Fotos aus dem Euclid Quick Data Release 1:

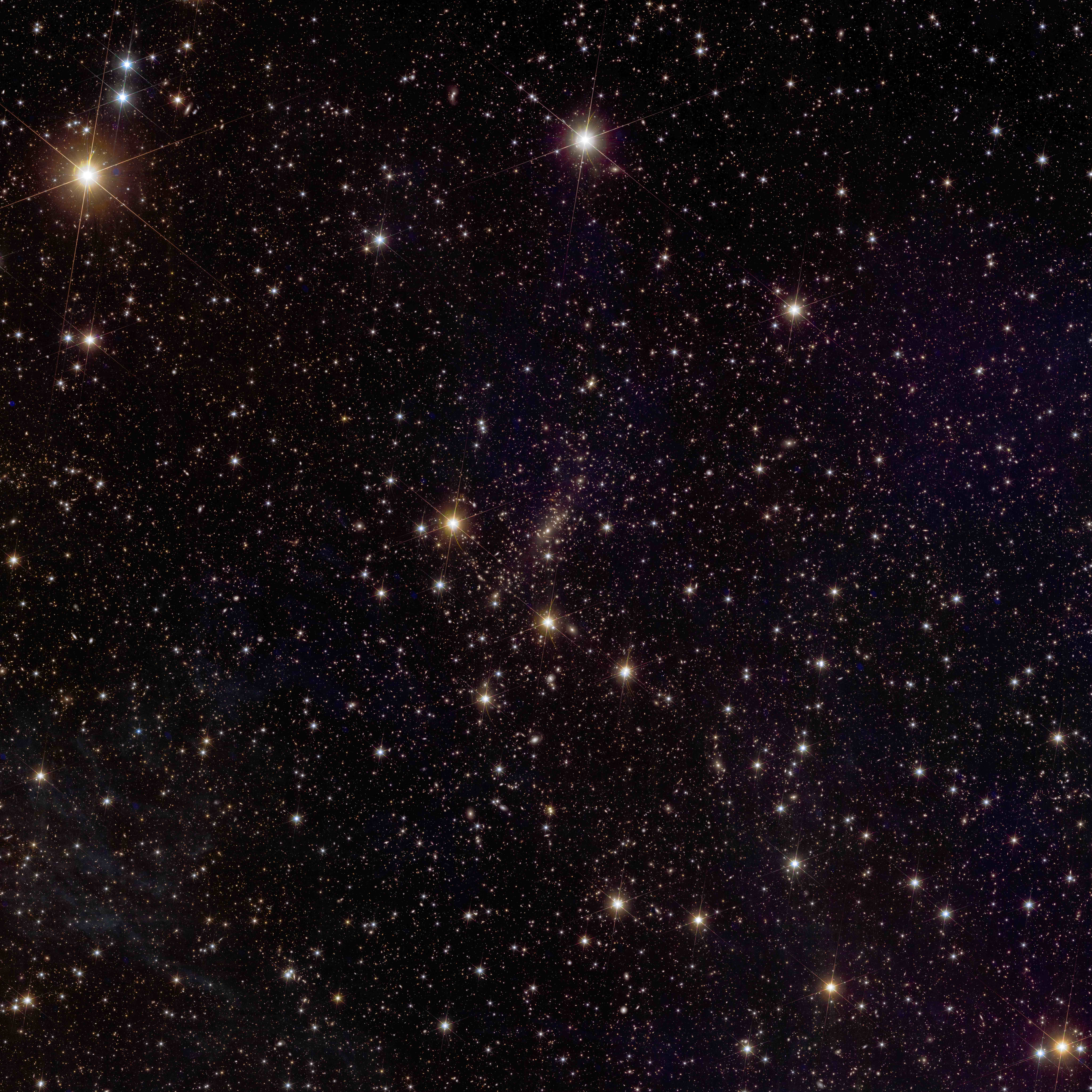
Abell 2390
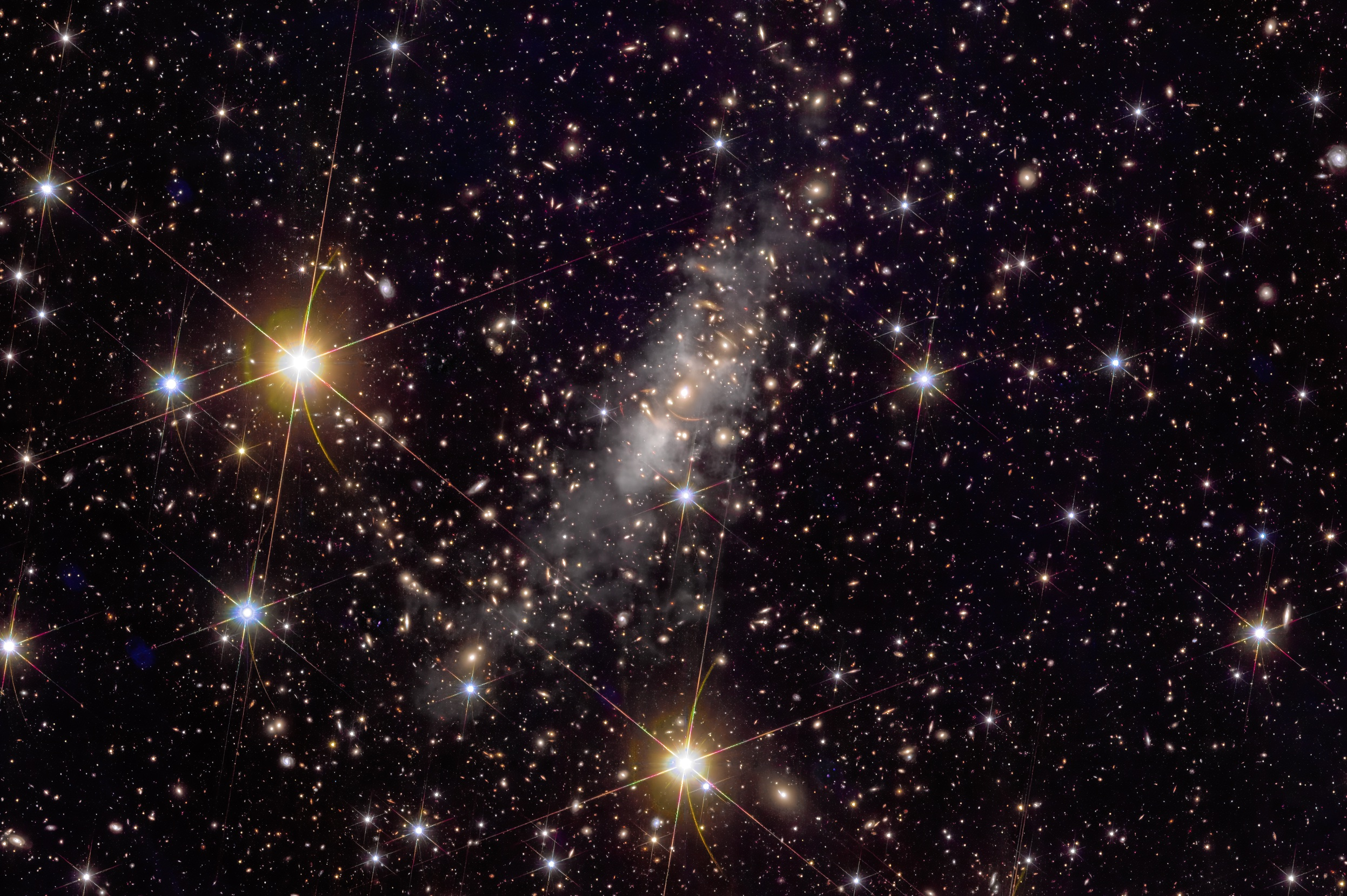
Abell 2390 (Bildausschnitt; weiß: Intracluster-Licht, vermutlich Dunkle Materie)
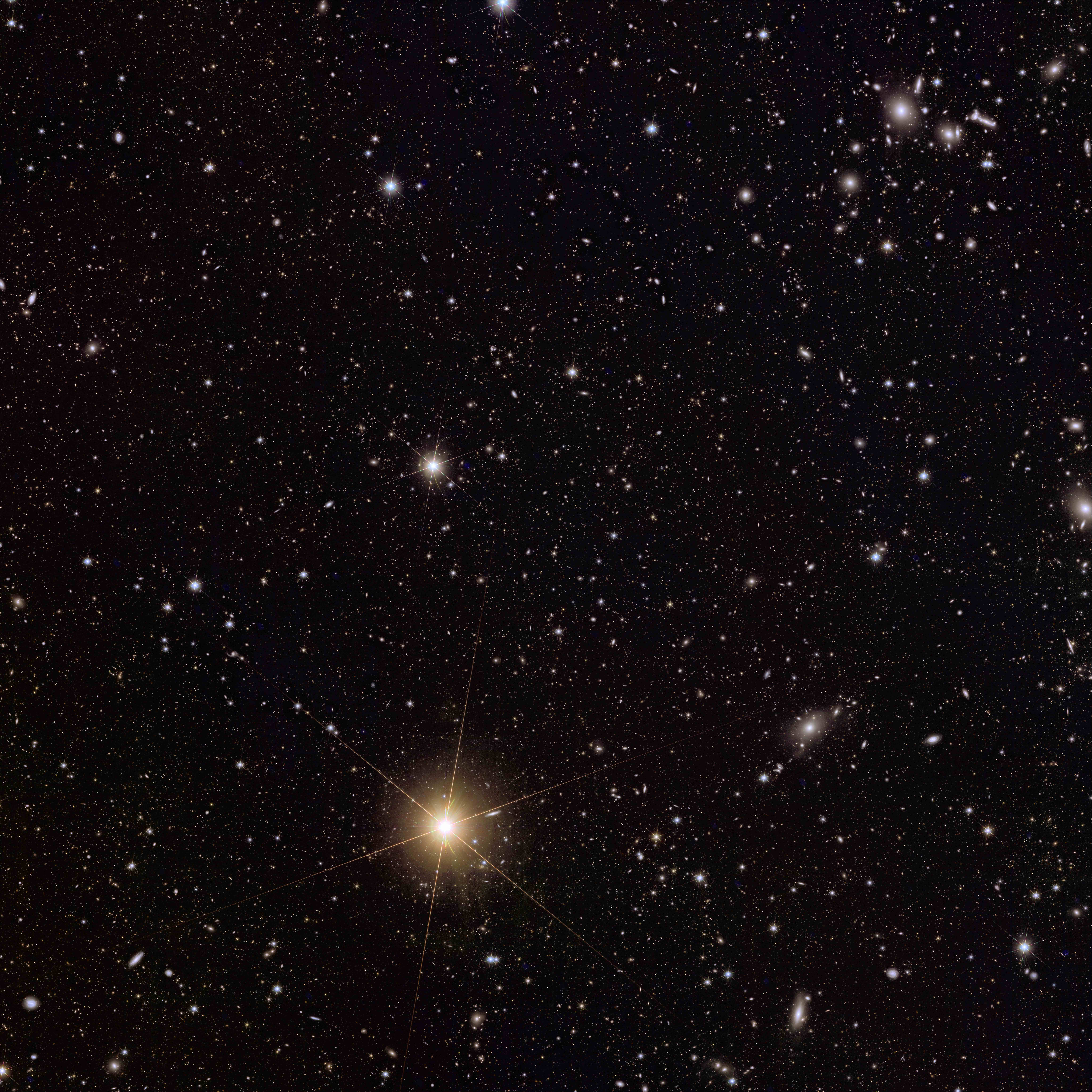
Abell 2764
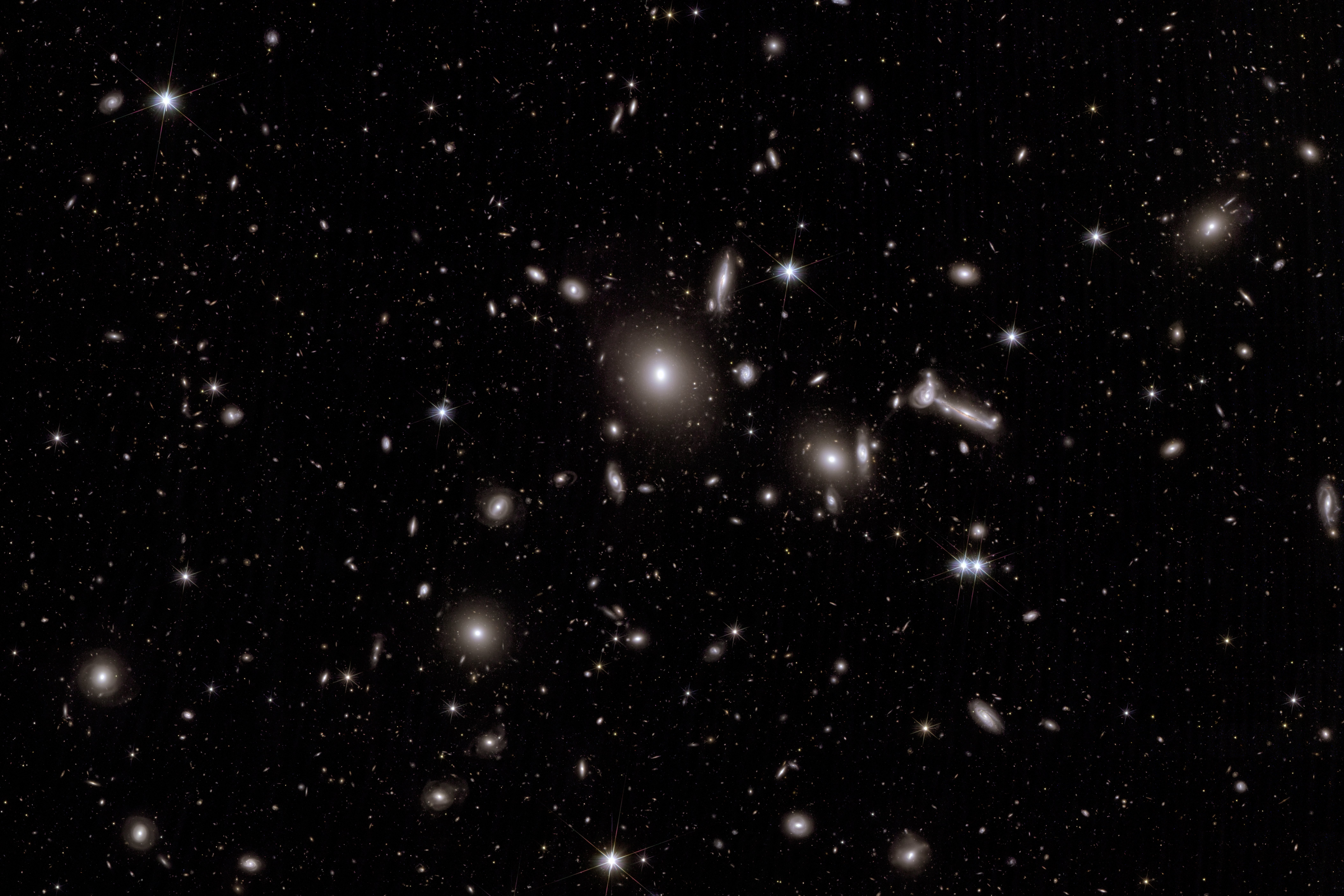
Abell 2764 (Bildausschnitt)
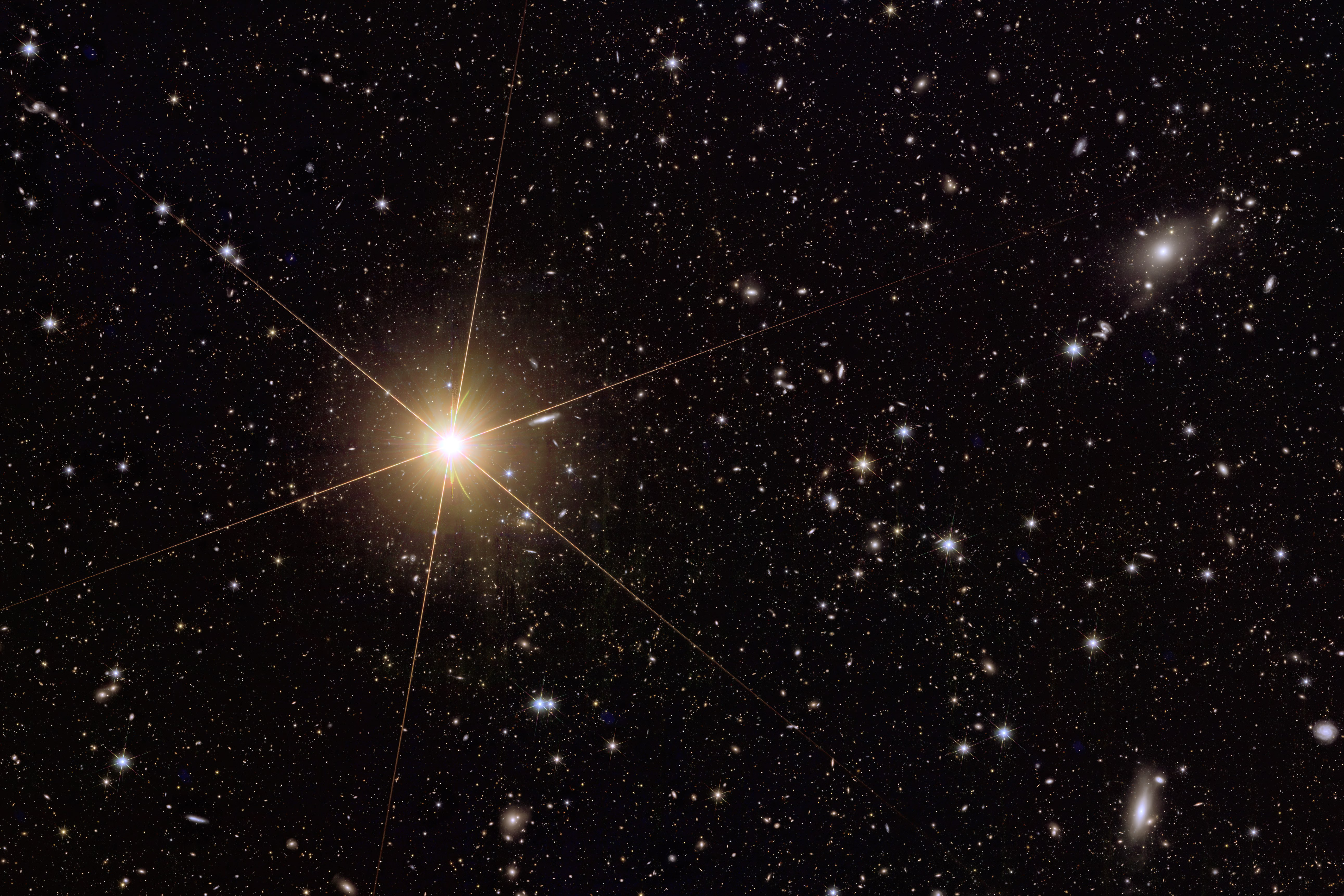
Stern nahe Abell 2764 (Bildausschnitt)
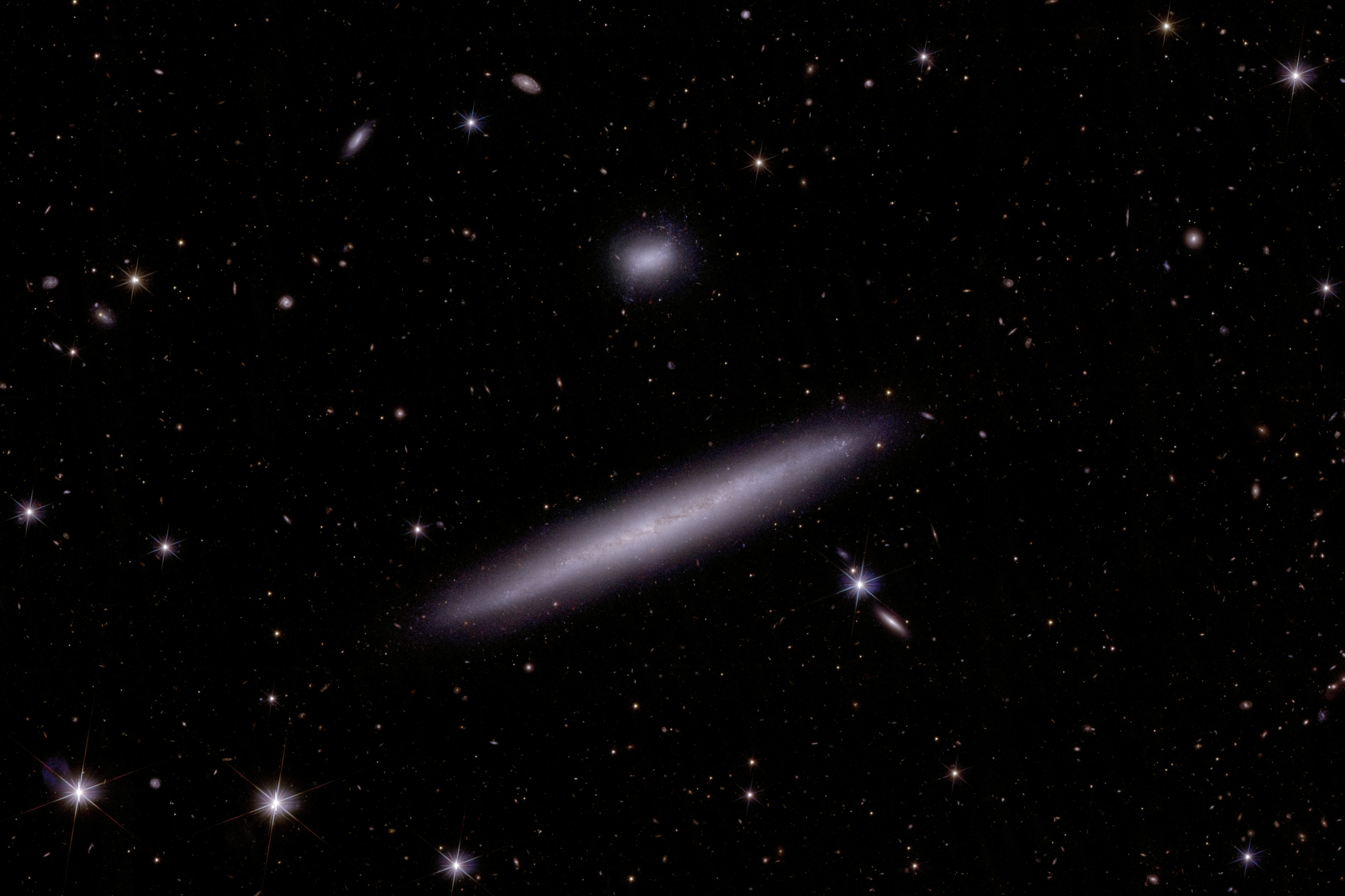
Mehrere Galaxien im Schwertfisch
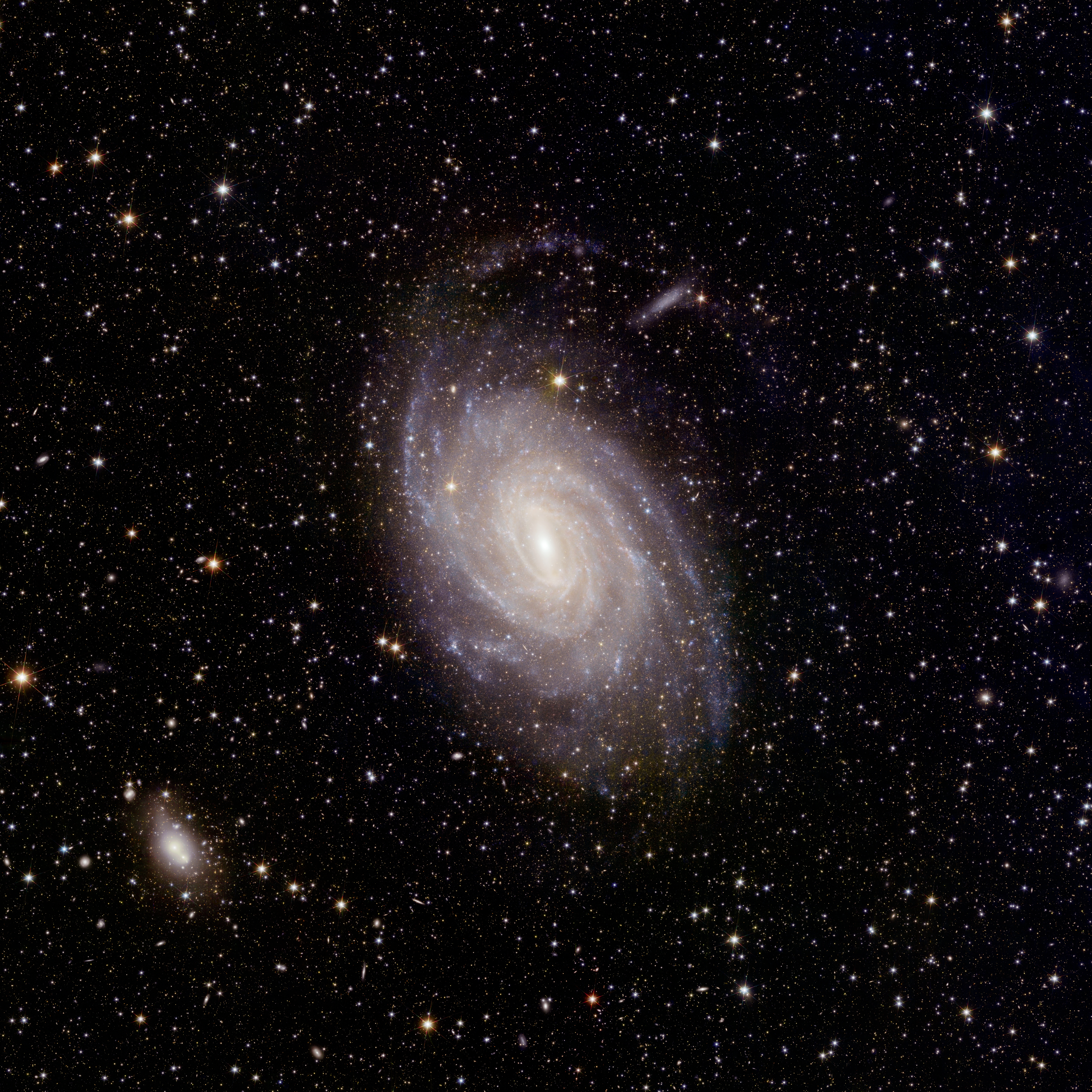
NGC 6744
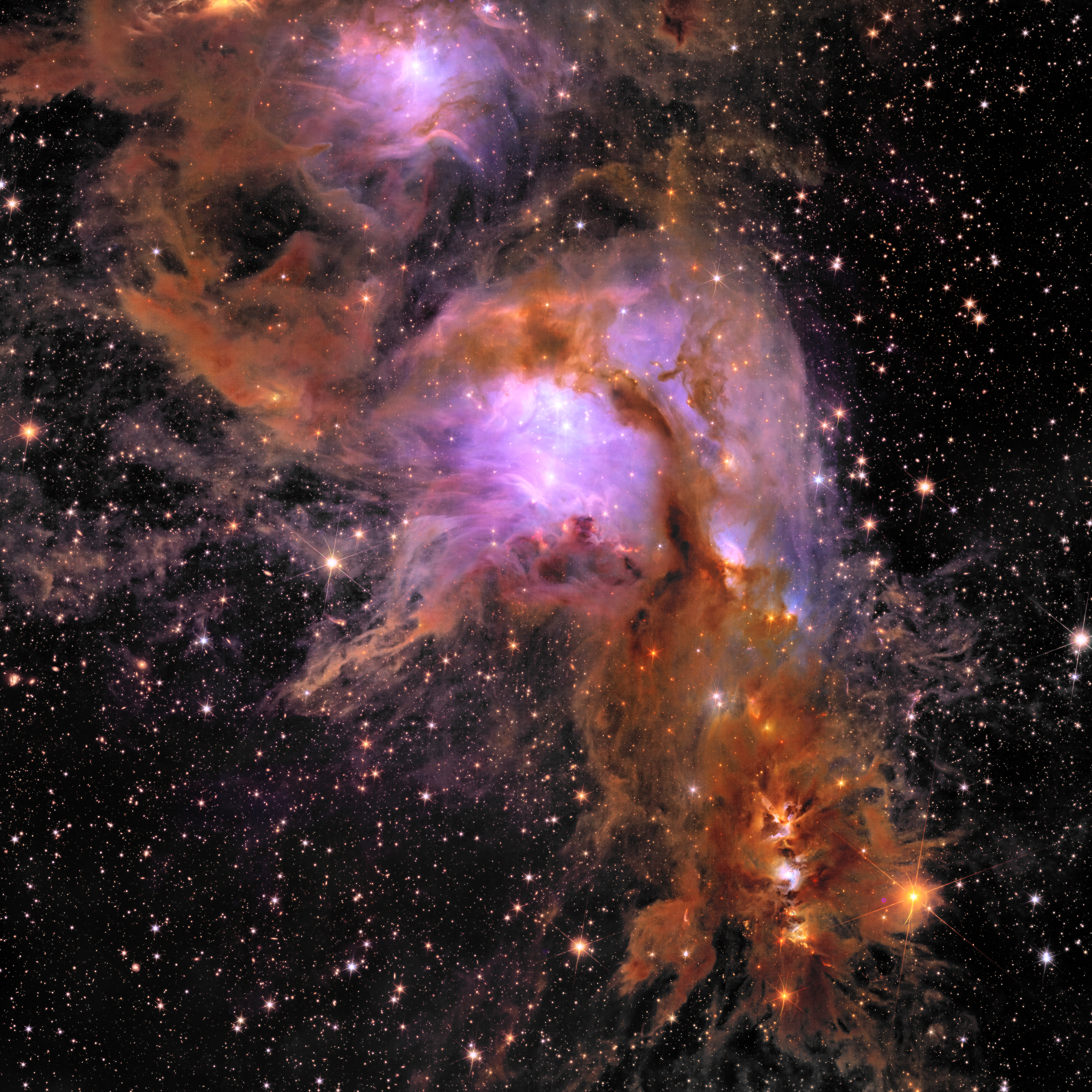
Messier 78
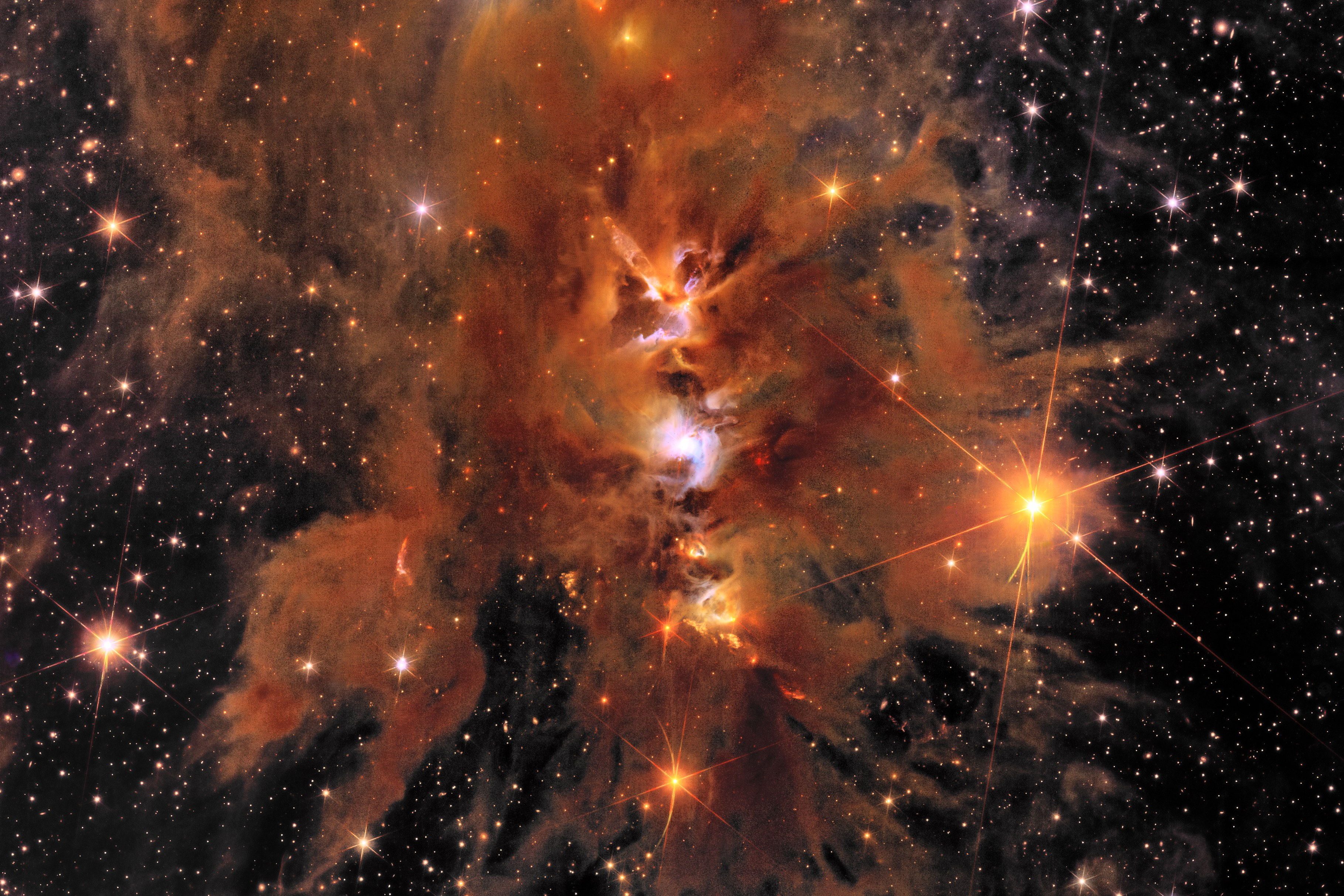
Messier 78 (Bildausschnitt)
Messier 78 (Bildausschnitt)
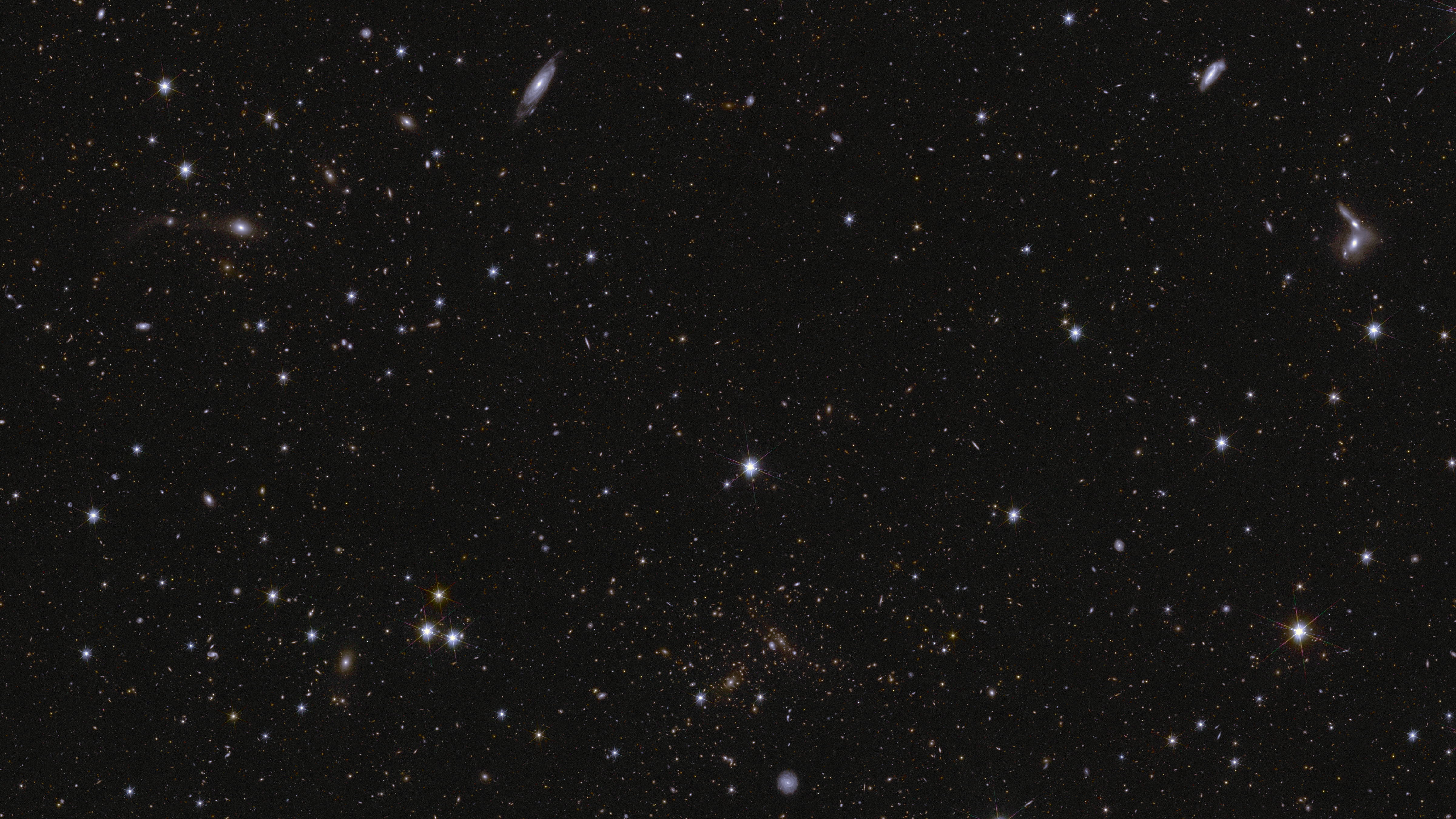
Euclid Deep Field South, 16x zoom

Weitere Durchmusterungsdaten wurden seitens ESA am 19. März 2025 veröffentlicht, darunter eine Vorschau auf drei Deep Fields (deutsch „Tiefenfelder“):
- Euclid Deep Field South
- Euclid Deep Field Fornax
- Euclid Deep Field North

Die Aufnahmen umfassen einen Bereich von 63 Quadratgrad, eine Fläche 300 Mal größer als die Fläche des Vollmonds. Sie zeigen bereits hunderttausende Galaxien in verschiedenen Formen und Größen und über 500 Gravitationslinsen und lassen erahnen, wie umfangreich die Daten von Euclid sein werden.
Das erste umfassende Datenrelease wurde für den Oktober 2026 angekündigt, dabei wird dennoch nur eine begrenzte Auswahl von Daten veröffentlicht. Die Mission soll am Ende mit 14.000 Quadratgrad ein Drittel des Himmels abdecken.

## Aufbau des Satelliten

### Servicemodul
Das Servicemodul enthält alle nötigen Komponenten, die zum Betrieb des Raumfahrzeugs und der Nutzlast notwendig sind. Dazu zählen das Telemetrie- und Kommunikationssystem, die Energieversorgung, die Navigations- und Lagekontrolle, die Triebwerke, die Temperaturkontrolle, Bordcomputer, Speichermodule, Tanks für die Treibstoffe Hydrazin und Kaltgas etc. Auch die Elektronik der Instrumente ist im Servicemodul untergebracht.

#### Sonnenschild
Ein Sonnenschild aus kohlenstofffaserverstärktem Kunststoff schützt das Teleskop vor Wärmeeinstrahlung. Sonnensensoren ermöglichen die Ausrichtung zur Sonne hin. Am äußeren Ende hat der Sonnenschild drei Blenden mit abnehmender Höhe, die eine Beugung des Sonnenlichts an der Kante in Richtung Öffnung des Teleskops minimieren. Auf der Innenseite des Schilds und zwischen Servicemodul und Nutzlastmodul sind mehrere Lagen von Kaptonfolie zur Wärmeisolierung angebracht. Im Bereich des VIS-Instruments gibt es eine zusätzliche Abschirmung gegen Weltraumstrahlung.

#### Stromversorgung
Der Sonnenschild ist mit Solarzellen bedeckt, die 1780 bis 2430 W an elektrischer Leistung generieren. Die Stromversorgungseinheit (Power Conditioning and Distribution Unit „Energieaufbereitungs- und Verteilungseinheit“, PCDU) sorgt für eine geregelte Bordspannung von 28 V. Alle Verbraucher zusammen benötigen maximal 1360 W; dabei sind eine Alterung der Bauteile gegen Ende der geplanten Nutzungsdauer, Leitungsverluste, eine Toleranz von 20 % und die maximale Bordspannung eingerechnet. Für die Startphase gab es eine Batterie, die bis zu 419 W abgeben konnte und eine Kapazität von 300 Wh hatte. Seit Abschluss der Startphase befindet sich das Raumfahrzeug permanent im Sonnenlicht und braucht die Batterie zum regulären Betrieb nicht mehr.

#### Bordcomputer
Der Bordcomputer (Command and Data Management Unit, CDMU) steuert das Raumfahrzeug und kontrolliert Lage und Flugbahn sowie die Datenverarbeitung. Der Computer basiert auf zwei für die Raumfahrt zugelassenen, redundanten LEON-FT-Mikroprozessoren mit einer Leistung von je 40 MIPS und 5 MFLOPS. Dieser Prozessortyp wurde ursprünglich von der ESA entworfen und kommt bei verschiedenen Anwendungen zum Einsatz. Die Computerbauteile zur Ein- und Ausgabe von Daten wurden hingegen speziell für Euclid entwickelt. Eine Speichereinheit kann die Wissenschaftsdaten von bis zu 72 Stunden aufnehmen, dazu die Telemetriedaten des Raumschiffs für 20 Tage. Für den internen Datenaustausch verwendet das System zwei Mil-Std-1553-Busse. Einer dient den Komponenten der Versorgungseinheit, der andere verbindet die Instrumente und die Speichereinheit. Die Instrumente liefern ihre großen Datenmengen mit hoher Geschwindigkeit direkt mit Space-Wire an die Speichereinheit.

#### Kommunikation
Die Telemetrie- und Steuerbefehle von Euclid werden hauptsächlich im X-Band übertragen, die gewonnenen Daten der Instrumente im Ka-Band. Das X-Band ist stabiler in der Datenübertragung und unempfindlicher gegen widrige Wetterverhältnisse an der Bodenstation, erreicht aber nicht die Datenrate des Ka-Bands. Die X-Band-Antenne wird außerdem zur Positionsbestimmung und zur Entfernungsmessung genutzt. Zur Absicherung der Notfallkommunikation im X-Band gibt es drei Niedergewinnantennen. Zwei davon mit halbkugelförmiger Richtcharakteristik sind an gegenüberliegenden Seiten angebracht und ermöglichen die Kommunikation aus jeder beliebigen Richtung. Dafür dient ein redundanter Transceiver mit einer Datenrate von 2 kbit/s. Die dritte Antenne ist zusammen mit der Hochgewinnantenne an einem schwenkbaren Arm befestigt und lässt sich zur Erde ausrichten; sie arbeitet mit einer Datenrate von 26 kbit/s. Im Notfall können auch Wissenschaftsdaten im X-Band übertragen werden. Im Uplink von der Bodenstation sind Datenraten von 4 kbit/s oder 16 kbit/s im X-Band möglich.
Die ausklappbare und bewegliche Hochgewinnantenne zur Übertragung der Forschungsdaten an die Bodenstation hat einen Durchmesser von 70 cm. Der Mechanismus ist in zwei Achsen ±55° im Azimut und zwischen −70° und +40° in der Höhe beweglich. Im normalen Betrieb soll Euclid vier Stunden am Tag im Ka-Band senden, mit einer Datenrate von durchschnittlich 55 Mbit/s. Der Sender ist redundant vorhanden und kann zwischen einer Datenrate von 73,85 Mbit/s und einer reduzierten Datenrate von 36,92 Mbit/s wechseln, dies ermöglicht einen zusätzlichen Antennengewinn von 3 dB bei schlechtem Wetter. Der Sender hat direkten Zugriff auf die Daten der Speichereinheit.

#### Lagekontrolle und Navigation
Die Lagekontrolle muss zwei unterschiedliche Funktionen ermöglichen: zum einen eine sehr stabile Ausrichtung in einer Richtung, zum anderen zügige Schwenks von einem Beobachtungsfeld zum anderen mit einer hohen Präzision und möglichst wenig Korrekturmanövern. Die Lagekontrolle erlaubt Schwenks mit einer relativen Resttoleranz von 75 Millibogensekunden über einen Zeitraum von 700 s bei einer absoluten Ausrichtung von ±7,5 Bogensekunden. Eine Sensoreinheit mit vier CCD-Sensoren, die auf der Bildebene im VIS-Instrument montiert ist, wird für die Feinausrichtung benutzt. Die Feinausrichtung geschieht durch Kaltgastriebwerke mit einem Schub im Millinewton-Bereich. Drei Sternsensoren und ein Gyroskop helfen bei der Lagekontrolle. Die Sternsensoren sind auf dem Servicemodul montiert und unterliegen wärmebedingten Verformungen, die eine genaue Ausrichtung erschweren. Aus diesem Grund verfügt der Feinausrichtungssensor über einen eigenen Katalog von Referenzsternen, die es erlauben, dass die Sternsensoren und der Feinausrichtungssensor ihre Referenzrahmen gegenseitig kalibrieren können. Zur Stabilisierung sind ein Gyroskop und vier Reaktionsräder vorhanden, die den Satelliten schwenken können. Nach jedem Schwenk werden die Reaktionsräder gestoppt, sodass während der Aufnahmen keine Vibration durch die Räder auftritt. Vier Tanks enthalten Stickstoff für die Kaltgastriebwerke. Die betankte Menge von 70 kg ist nominal berechnet für eine Missionsdauer von sieben Jahren, einschließlich einem Jahr für die Kommissionierung, mit einem Sicherheitszuschlag von 100 %.
Für das Einschwenken in den Orbit und eine monatliche Stabilisierung der Bahn um den L2-Punkt sowie die Versetzung in einen Friedhofsorbit am Ende der Nutzung gibt es redundant zwei mal zehn Hydrazin-Triebwerke, die aus einem Tank mit 137,5 kg Hydrazin versorgt werden. Während diese Triebwerke in Betrieb sind, wird der Wissenschaftsbetrieb unterbrochen.

### Nutzlast und Instrumente

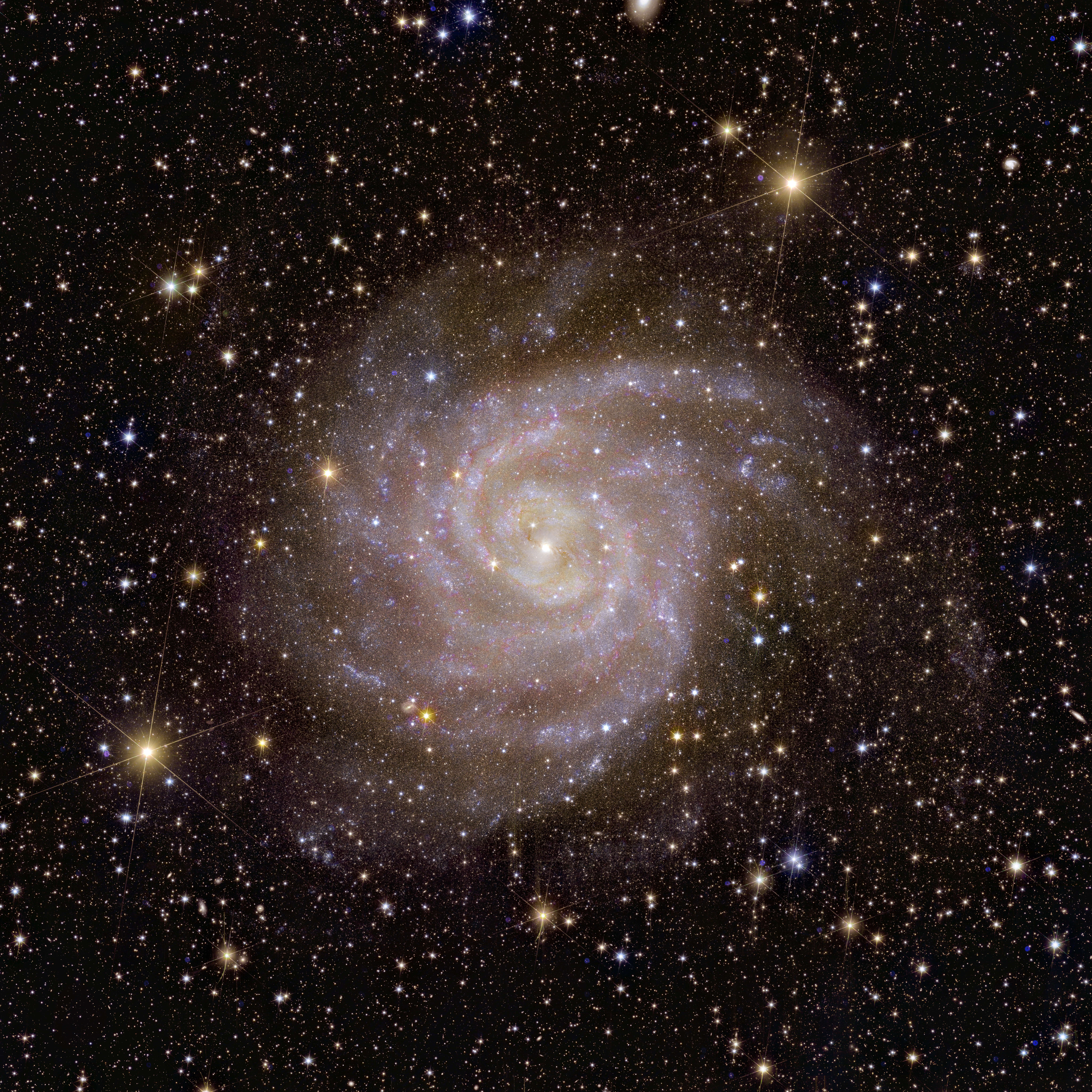
Foto der Galaxie IC 342, erzeugt aus Aufnahmen der beiden Instrumente NISP und VIS (67 Megapixel)

Das Nutzlastmodul befindet sich permanent im Schatten des Sonnenschilds und ist durch eine Struktur aus drei Fiberglas-Zweibeinen vom Servicemodul getrennt, zusätzlich gibt es eine mehrlagige Schicht von Kaptonfolien zur Wärmeisolierung. Die Art der Montierung verhindert, dass Temperaturänderungen im Servicemodul mechanische Bewegung auf die Nutzlast übertragen und somit Verzerrungen verursachen können.

#### Teleskop
Das 1,2-m-Korsch-Teleskop mit drei Spiegeln und 24,5 m Brennweite und einem Sichtfeld von 1,25 x 0,727° ist ungefähr senkrecht zur Sonnenrichtung ausgerichtet. Die Ausrichtung der Teleskopachse darf maximal drei Grad in Richtung Sonne und zehn Grad von der Sonne weg von der Senkrechten abweichen. Die Spiegel und die Stützstrukturen bestehen aus Siliziumcarbid. Zur Rauschunterdrückung wird das Teleskop passiv und aktiv gekühlt. Der Primärspiegel M1 hat einen Durchmesser von 1250 mm und wird passiv gekühlt auf einer Temperatur von unter 130 K gehalten, mit einer Temperaturschwankung von weniger als 50 mK. Die effektiv nutzbare Lichtsammelfläche ist 1,006 m². Der Sekundärspiegel M2 hat einen Durchmesser von 350 mm und ist in drei Freiheitsgraden ausrichtbar. Der dritte Spiegel M3 hat die Maße 535 × 406 mm. Das Wärmemanagement ist ähnlich dem des Gaia-Weltraumteleskops.
Ein dichroitischer Spiegel von 117 mm Durchmesser teilt das Licht in zwei Spektralbereiche auf für die beiden Instrumente NISP und VIS. Beide Instrumente verwenden rasterförmig quadratisch angeordnete CCD-Sensoren, die von e2v (jetzt Teledyne e2v) hergestellt wurden. Sie betrachten denselben Himmelsausschnitt und machen ihre Messungen gleichzeitig. Für die Auswertung können die Aufnahmen der verschiedenen Spektralbereiche von VIS und NISP übereinander gelegt werden. Für die große Menge an anfallenden Daten gibt es für beide Instrumente einen gemeinsamen Speicher mit 4 Tbit Kapazität.

#### Near Infrared Spectrometer and Photometer Instrument (NISP)
NISP arbeitet im nahen Infrarotbereich des elektromagnetischen Spektrums zwischen 950 und 2020 nm. Das Instrument besitzt für diesen Spektralbereich mehrere Filterräder, kann Fotos oder Spektren aufnehmen und verwendet dafür 16 rechteckig angeordnete CCDs aus Quecksilber-Cadmium-Tellurid (HgCdTe) von je 2040 × 2040 Pixeln; das sind insgesamt ungefähr 64 Megapixel. Die Auflösung beträgt 0,3 Bogensekunden pro Pixel. Die einzelnen Pixel haben eine größere Fläche als die Pixel des VIS-Instruments, was einerseits eine geringere Auflösung, andererseits aber eine höhere Empfindlichkeit bewirkt. Die Magnitudengrenze (geringste noch erkennbare Helligkeit) liegt bei 25. Das Sichtfeld ist 0,763° × 0,722° (46′ × 43′), das ist eine Fläche von 0,57 Quadratgrad.
Während das Instrument bei einer Temperatur von unter 140 K arbeitet, werden die Sensoren selbst auf ungefähr 95 K abgekühlt. Die Elektronik dazu befindet sich im Servicemodul und wird warm bei ungefähr 290 K betrieben. Das NISP-Instrument hat eine elektrische Leistungsaufnahme von 180 W und produziert täglich 290 GBit an Daten.
Im Betrieb wechselt das Instrument regelmäßig zwischen zwei verschiedenen Modi: dem photometrischen Modus für Bilder mit Breitbandfiltern und dem spektroskopischen Modus für die Aufnahme von spaltlosen Spektren auf den Sensoren.
| Photometrische Bänder (nm) | Photometrische Bänder (nm) |
| -------------------------- | -------------------------- |
| YE-Band                    | 0950–1212                  |
| JE-Band                    | 1168–1567                  |
| HE-Band                    | 1522–2021                  |

| Bänder der Gitterprismen, Dispersion (nm) | Bänder der Gitterprismen, Dispersion (nm) |
| ----------------------------------------- | ----------------------------------------- |
| „Rot“ 0° und 180°                         | 1254–1850                                 |
| „Blau“ 0°                                 | 0920–1300                                 |

Die drei photometrischen Breitbandfilter haben einen Durchmesser von 130 mm; damit sind sie die größten Nahinfrarotfilter, die bisher bei einer Weltraummission eingesetzt wurden.
Die Gitterprismen des Spektrometers liefern Spektren in zwei Spektralbändern mit einer Auflösung von 400 für eine Auswahl von ungefähr 50 Millionen Galaxien, die für die Entfernungsbestimmung benötigt werden. Diese Bänder sind Infrarotbänder, „Rot“ und „Blau“ sind demnach nicht rote und blaue Farben, wie sie das menschliche Auge sieht, sondern bezeichnen bei Euclid nur Aufnahmen mit größeren („röteren“) und kleineren („blaueren“) Wellenlängen. Die Gitterprismen streuen das Licht in drei verschiedene Richtungen.
Jedes Beobachtungsfeld wird für 565 s spektroskopisch aufgenommen, danach folgen drei Aufnahmen von jeweils 112 s in den drei photometrischen Bändern YE, JE, HE. Die Räder mit den Filtern und Gitterprismen werden zwischen den Aufnahmen weiterbewegt, damit das Instrument jeweils im richtigen Beobachtungsmodus ist. Um die Integrationszeit (Lichtsammelzeit) zu beenden und die Sensoren auszulesen, wird kein Verschluss benötigt. Das Filterrad hat aber eine Position „geschlossen“, die für die Sensorkalibrierung genutzt wird. Die Sensoren bleiben auch verschlossen, während das Teleskop geschwenkt wird, damit sich in der Zeit keine dauerhafte unerwünschte Ladung auf dem Sensor aufbauen kann. Zudem gibt es die Position „offen“, die keine Filter nutzt und das Licht von den Gitterprismen unbehindert durchlässt.

#### Visual Imager Instrument (VIS)

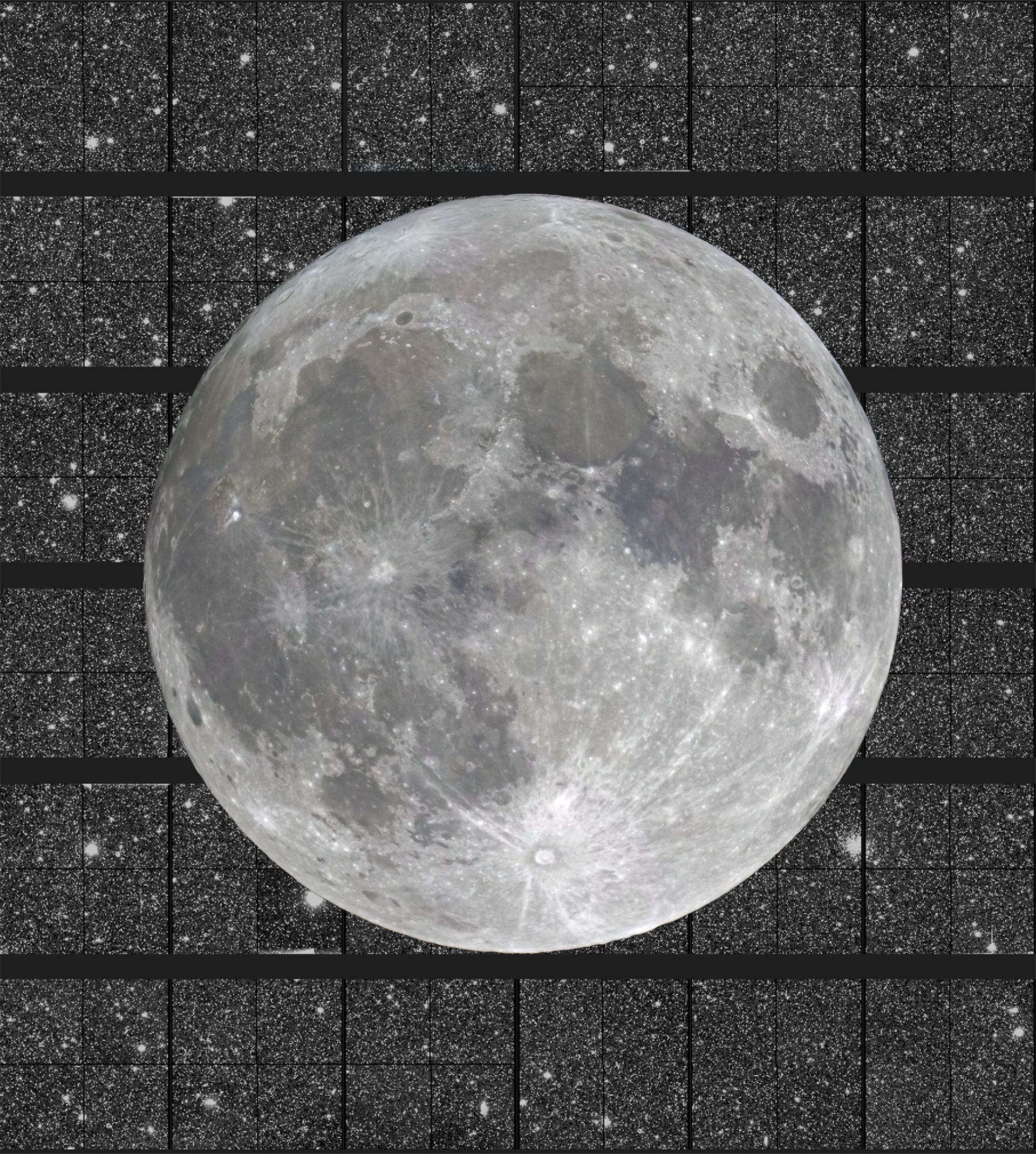
Größenvergleich einer VIS-Aufnahme mit dem Vollmond (Fotomontage)

VIS arbeitet mit nur einem Breitbandfilter im sichtbaren Licht mit Wellenlängen zwischen 550 und 900 nm, das ist im Spektrum grünes Licht bis hin zum nahen Infrarot. Das Instrument benutzt 36 im 6-×-6-Raster angeordnete CCDs. Jeder dieser Sensoren hat 4096 × 4132 Pixel, das sind insgesamt ungefähr 609 Megapixel. Die Magnitudengrenze liegt bei 24. Das Sichtfeld ist 0,57 Quadratgrad groß, was ungefähr der dreifachen Fläche des Vollmonds entspricht. Typischerweise wird ein Feld 4200 Sekunden lang aufgenommen, dabei gibt es vier Aufnahmen mit je 565 Sekunden Belichtungszeit und zwei kürzere Belichtungen von 100 Sekunden Dauer, dazu Aufnahmen für die Kalibrierung. Das Bildfeld der vier langen Aufnahmen ist jeweils etwas versetzt, damit auch Objekte, die zufällig auf die kleine Lücke zwischen den Sensoren oder auf defekte Pixel fallen, wenigstens auf drei der Aufnahmen sichtbar sind. Die Sättigungsgrenze liegt bei Magnitude 17,8 für die lange Belichtung und 16,0 für die kurze Belichtungszeit. Das Instrument verfügt über eine Kalibrierungseinheit und hat einen Verschlussmechanismus, der die Sensoren während des Ausleseprozesses abdeckt. Der Verschluss ist so konstruiert und ausbalanciert, dass die Auslösung keine Erschütterung bewirkt und keine Auswirkung auf die Ausrichtung des Teleskops hat. Täglich sollen circa 22 Beobachtungsfelder aufgenommen werden.

## Bodensegment
Die Missionskontrolle (Missions Operations Control, MOC) für Euclid liegt beim Europäischen Raumflugkontrollzentrum (ESOC) in Darmstadt. Von dort wird die Flugbahn und die Funktion des Raumfahrzeugs überwacht und das Antennennetz gesteuert.
Als primäre Bodenstation für den Empfang der Daten war von Beginn an Cebreros in Spanien vorgesehen. Die große Datenmenge – Euclid soll täglich bis zu 855 Gigabit übertragen – machte einen weiteren Ausbau der Datenverarbeitung des ESTRACK-Antennennetzwerks notwendig. Die Station in Cebreros wurde bis 2017 für den Empfang im Ka-Band aufgerüstet. Die Netzverbindungen wurden in Cebreros und am Antennenstandort Malargüe von 10 Mb/s auf 147 Mb/s ausgebaut, außerdem wurde Malargüe von 2017 bis 2019 um Ka-Band-Empfang (26 GHz) erweitert. In New Norcia in Australien wird eine vierte 35-Meter-Antenne für X- und Ka-Band gebaut, die 2025 in Betrieb gehen soll. Damit soll eine Datenübertragung im X- wie im Ka-Band zu jeder Uhrzeit möglich werden. Während der auf sechs Jahre ausgelegten Primärmission soll eine Datenmenge übertragen werden, die etwa einer Million DVDs entspricht.
Für den Download dieser großen Datenmengen wurde ein neues Verfahren entwickelt. Die Bodenstation bekommt bei jeder Datenübertragung eine riesige Menge von Daten, dieses jedoch mit einer zwar schnellen, aber fehlerbehafteten Funkverbindung und mit einer begrenzten Übertragungszeit während eines Durchgangs. Die bisherige Methode zur Sicherung einer kompletten Datenübertragung war, alle Daten direkt an ESOC weiterzuleiten, dort die Daten aufzubereiten und dann zu bestimmen, welche Daten nicht vollständig angekommen sind und noch einmal gesendet werden müssen. Dafür ist eine volle Rekonstruktion der Empfangsdaten, z. B. eines großen Bildes, notwendig. Diese würde insgesamt zu lange dauern und die Kommunikationsphase wäre bis dahin womöglich schon vorbei und die Datei belegt weiterhin den Speicher von Euclid. Stattdessen wird von Euclid jede Datei, egal in welchem Datenformat, in kleine verschlüsselte und komprimierte Datenpakete verpackt. Der Empfänger erfährt zu Beginn, welche Dateien für die Übertragung bereitstehen und wie viele Datenpakete zu jeder Datei gehören, hat aber keine Kenntnis, wie diese Daten entschlüsselt und dekomprimiert werden oder welches Datenformat sie haben. Ein Prozess im Hintergrund sammelt und überwacht die Daten. Wenn alle Datenpakete der Datei vollständig erhalten sind, schickt der Hintergrundprozess die gesamte Datei an ESOC weiter und meldet den vollständigen Erhalt an Euclid. Falls noch Pakete fehlen, während schon die nächsten Dateien übertragen werden, oder wenn ein bestimmtes Zeitlimit überschritten ist, so fordert der Hintergrundprozess die noch fehlenden Datenpakete automatisch neu an, nicht die gesamte Datei. Wenn der Erhalt aller Pakete bestätigt ist, wird die Datei aus dem Speicher von Euclid gelöscht. Dieses Verfahren ähnelt dem File Transfer Protocol des Internets. Auf diese Weise wird die zwischen Euclid und der Bodenstation und die zwischen Bodenstation und ESOC übertragene Datenmenge minimiert und unnötige Doppelübertragung vermieden.
Die wissenschaftliche Missionskontrolle (Science Operation Control, SOC) befindet sich im Europäischen Weltraumastronomiezentrum (ESAC) in Villafranca del Castillo in Spanien und erarbeitet zusammen mit dem ESOC den Beobachtungsplan. Die Leitung und die Besetzung der wissenschaftlichen Missionkontrolle wird gemeinsam von der ESA und vom Euclid-Konsortium bestimmt. Zu ihren Aufgaben gehören die Auswertung der Daten der Nutzlast, der Betrieb der Instrumente, die Bestimmung der Missionsziele sowie die Speicherung und Archivierung der Daten.
Die Auswertung der Daten geschieht durch die Organisationen des Euclid-Konsortiums, das in neun Datenzentren organisiert ist.